# オットー・ロベルト・フリッシュ
オットー・ロベルト・フリッシュ（Otto Robert Frisch, 1904年10月1日 - 1979年9月22日）は、オーストリア出身の物理学者。1940年、共同研究者のルドルフ・パイエルスと共に、原子爆弾の仕組みについて初めて理論的な説明を与えた。

## 経歴

### ウィーン時代
ウィーンでユダヤ人の家系に生まれた。父は出版業を営んでおり、母はピアニストであった。叔母は同じく物理学者のリーゼ・マイトナーである。フリッシュは幼い時から秀才として知られ、特に数学の才能に優れていた。しかし1922年にウィーン大学に入学すると、周囲に数学の能力に長けていた学生が多く、また紙と鉛筆を相手にするより実際に物を作るほうが性に合っていると感じたことから、物理学を専攻した。

### ドイツ時代

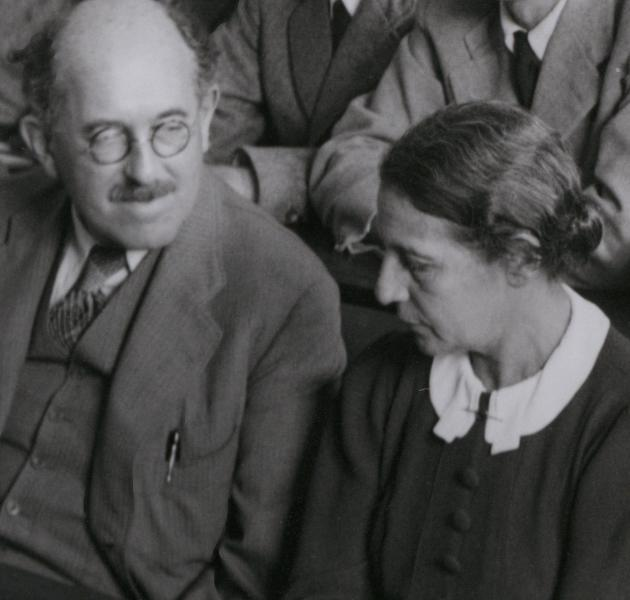
ハンブルク時代の上司オットー・シュテルンと、叔母のリーゼ・マイトナー

大学で1926年に博士号を得て、ドイツの無名の研究所で数年間働いた後、ベルリンの物理技術協会での仕事の依頼を受けた。この経緯は不明だが、フリッシュ自身は後に、博士論文の指導を受けたカール・プリジブラムの推薦によるものだと推定している。ベルリン時代は光学部門に属し、新しい明るさの単位の開発に取り組んだ。一方、ベルリン大学のコロキアムにも参加し、ベルリン時代の最後の年には実験のアシスタントをつとめた。ベルリンでは叔母マイトナーの近くに住み、一緒にピアノの連弾をしたりコンサートに出かけたりした。
1930年、ハンブルクに移り、ノーベル賞受賞者であるオットー・シュテルンのもとで職を得た。ここでは、結晶表面を利用した原子回折に関して今までにない成果を生み出した。さらに、陽子の磁気モーメントが予想されていた値よりも大きいことを証明した。

### イギリス・デンマーク時代
1933年、アドルフ・ヒトラーがドイツ国首相に就任すると、フリッシュはシュテルンの紹介で、イギリス・ロンドン大学のバークベック・カレッジの一員となった。そして1年間、パトリック・ブラケットのもとで、霧箱の性能の改善や人工放射線の研究を行った。ただし、この時フリッシュが改良した霧箱は、実際の実験で使用されることはなかった。その後は5年間にわたり、ニールス・ボーアのいるデンマークのコペンハーゲンで研究した。ここでフリッシュの研究内容は原子核物理、その中でも中性子の研究に特化していった。
1938年のクリスマス休暇中、スウェーデンのクングエルブ (Kungälv) にあるマイトナーの元を訪れた。訪問中、マイトナーは、ベルリンからのオットー・ハーンとフリッツ・シュトラスマンからの手紙を受け取った。そこには、ウランの原子核に中性子を衝突させると、副産物としてバリウムが発見されたと書かれていた。ハーンらはこの結果を説明することはできなかった。フリッシュとマイトナーは、仮にウランの原子核が2つに分かれることがあるのならば、この現象が説明でき、その時にエネルギーが生み出されることを示した（核分裂の発見）。このすぐ後に、スタニスワフ・ウラムは、核分裂は連鎖反応を引き起こし得ることを証明した。
1939年夏、フリッシュはバーミンガムへの小旅行のため、デンマークを離れた。しかし第二次世界大戦の勃発により帰ることができなくなった。そのためイギリスで、物理学者のルドルフ・パイエルスと共に核分裂に関する研究を行った。その結果、ウランによる原子爆弾の製造が可能であることが明らかになった。2人はその結果をフリッシュ＝パイエルスの覚書 (Frisch-Peierls memorandum) としてまとめた。この覚書は原爆の爆発から、その後の放射性降下物までを予測していた。
この覚書はイギリスにおける原子爆弾製造計画（チューブ・アロイズ）の基礎となり、さらにマンハッタン計画においても同様の役割を果たした。フリッシュはアメリカのロスアラモス国立研究所で研究を行うこととなり、アメリカへ行くためにはイギリス市民である必要があったため急遽市民となったうえで、1943年にアメリカへと移動した。

### ロスアラモス時代

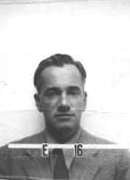
ロスアラモス国立研究所のIDバッジ写真

1944年のロスアラモスにおいて、フリッシュのグループリーダーとしての任務の一つは、臨界量を作り出すのに必要な濃縮ウランの量を正確に見積もることであった。
フリッシュは3 cmの濃縮ウランのブロックを一度に数ダース積み重ね、中性子の動きを観測し、それが臨界量に達するのを見ることによって、この任務を成し遂げた。金属ブロックの中の中性子は核反応が加速した時に上昇した。この実験は、失敗すると非常に多くの金属ブロックが溶けて核反応の暴走を引き起こし、中性子の放射線の近くにいる者はみな死んでしまうであろうと考えられていた。そのため、ロスアラモスで評議員をしていたリチャード・ファインマンをして、これは眠っている竜の尻尾をくすぐるようなものだと言わしめたため、「ドラゴン実験」と命名された。
ある日、フリッシュは核分裂を引き起こす集合体によりかかっていたため、もう少しで核反応の暴走を引き起こすところだった。中性子が自らの体で反射して集合体に戻されるという現象が起きていたためである。視界の隅で彼は中性子を感知するライトが点灯したままになっているのを見て、装置に何が起こっているか気付いた。フリッシュはすぐにブロックを取り除くことによって大事には至らなかった。あと2秒対処が遅れていたら、致命的な量の放射線を浴びるところであった。このような実験の結果、フリッシュらは、広島に落とされることになるリトルボーイに必要なウランの量を決定した。

### 第二次大戦後
1946年、フリッシュはハーウェルの原子力エネルギー研究機構 (Atomic Energy Research Establishment) の核物理部門長の役職を得たため、イギリスに戻った。しかし、後の30年間はケンブリッジのトリニティ・カレッジにおけるジャクソン教授職およびフェローとしての地位に就いた。1948年王立協会フェロー選出。
引退前、フリッシュはレーザーとコンピュータを使って泡箱の飛跡を計測するスイープニクと呼ばれる装置を設計した。この装置には幅広い応用性があったため、そのアイディアを活用するための会社として、レーザースキャン有限会社（現在の1Spatial社）の設立にたずさわった。
1972年、フリッシュは大学の規定により職を辞した。そして1979年に事故により死去した。

## 業績
フリッシュはマイトナーと共に核分裂の現象を理論的に説明した。原子核が「分裂」(fission) するという表現を使ったのはフリッシュが初めてである。これは、生物の細胞分裂という用語を元にしている。ナチス・ドイツ政権下においては、ユダヤ人であるフリッシュとマイトナーは、ハーンとの共著で論文を発表することはできず、別々に発表する形となった。
ハーンとシュトラスマンの論文はバリウムの発見という実験結果を述べたもので、マイトナーとフリッシュの論文はこの現象の背景について物理的に説明している。
さらにフリッシュは、ジョージ・プラツェック (George Placzek) からの提案により、核分裂で生み出された物質を分離する実験を行い、成功した。
また、イギリス時代、フリッシュは原子爆弾に必要なウランの量を初めて計算した。通常のウラン238ではなく、ウラン235を使用することにより原子爆弾が可能となることはすでにボーアが指摘していたが、核爆発を起こすには連鎖反応の速度が遅く、実際に原子爆弾を製造するのは不可能だと考えられていた。フリッシュ自身もその意見に同意し、同様の内容の論文を発表していた。しかし念のため計算してみたところ、いままで自身が想定していたよりもはるかに少ない臨界量で核爆発が可能であること、そしてその爆発は非常に強力なものとなることが明らかになった。このことからフリッシュは原子爆弾が実現可能であることを知った初めての人物であるとされる。
フリッシュは自らの才能に加え、地理的・時代的な条件が重なったため、核物理における大きな発展に直接参加し、多くの科学者と親交を得ることができた。その内容は晩年に著した自伝『何と少ししか覚えていないことだろう』にまとめられている。

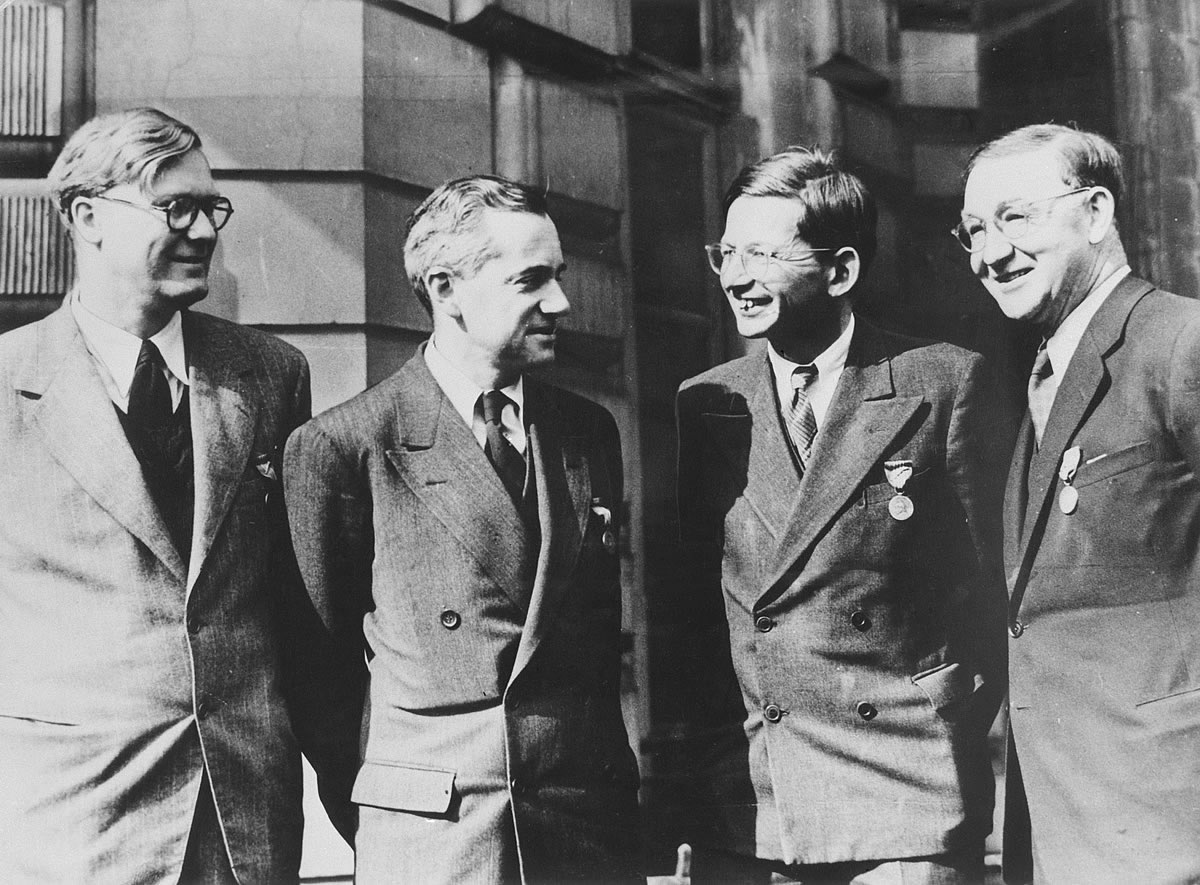
1946年にアメリカ自由勲章（Medals of Freedom 1945年）を授与された。左からウィリアム・ペニー、オットー・フリッシュ、ルドルフ・パイエルス、ジョン・コッククロフト。